# 水上 (会社)
株式会社水上（みずかみ）は、大阪府大阪市中央区に本社を置く建築金物の総合商社である。
自社ブランド「FIRST(ファースト)」を手掛けるほか、床下地合板の撥水養生システム「天使の床下地」を手掛ける。
また建築金物以外にも施設用育児用品アビーロード製品ブランドを「omoio オモイオ」を手掛けるオモイオ事業部がある。

## 沿革
- 1947年（昭和22年） 6月 - 京都にて創業
- 1949年（昭和24年） 7月 - 大阪市南区（現中央区）西賑町に移転
- 1953年（昭和28年） 8月 - 大阪市南区南綿屋町（現中央区島之内2丁目）に移転
- 1973年（昭和48年） 7月 - 東京本店開設（敷地340㎡）
- 1978年（昭和53年）10月 - 大阪新社屋落成（敷地2400㎡）不動産事業を開始
- 1979年（昭和54年） 4月 - 資本金を9,900万円に増資
- 1984年（昭和59年） 1月 - 自社製品ブランド「ファースト」導入
- 1986年（昭和61年） 7月 - 貿易部を設置、直接輸入販売を始める
- 1988年（昭和63年）10月 - 情報システム部設置、コンピュータによる事務効率の向上を促進
- 1989年（平成元年）11月 - 東京で当社単独の見本市「ファースト・フェア」開催
- 1990年（平成2年） 4月 - 九州支店開設（敷地1320㎡）
- 1993年（平成5年） 5月 - 東京第2回「ファースト・フェア」開催
- 1993年（平成5年） 8月 - 東京新社屋竣工（敷地843㎡）
- 1997年（平成9年） 9月 - 大阪本社東館増設（本社敷地3300㎡）
- 1998年（平成10年） 4月 - ウェブサイト開設
- 2005年（平成17年） 1月 - 商品管理課（現 プロダクトマネジメント室）設置
- 2005年（平成17年） 3月 - 上海事務所開設
- 2008年（平成20年）11月 - 九州支店新社屋に移転
- 2009年（平成21年）10月 - ＥＣサイト開設
- 2009年（平成21年）11月 - 大阪南税務署より優良法人としての表敬を受ける
- 2013年（平成25年）10月 - 中国現地法人開設
- 2014年（平成26年）11月 - 大阪南税務署より優良法人としての表敬を受ける
- 2016年（平成28年） 4月 - 株式会社アビーロードより事業譲渡を受ける
- 2018年（平成30年） 3月 - 従来のアビーロード事業部をオモイオ事業部とする
- 2019年（平成31年） 4月 - 社名を「株式会社水上」に変更

## 事業所
- 大阪本社 - 大阪市中央区島之内2-7-22
- 東京本店 - 東京都江東区清澄1-4-12
- 九州支店 - 福岡市博多区半道橋1-18-17
- 上海事務所 - 上海市 静安区恒通路360号一天下大厦